# Jean Perdriau

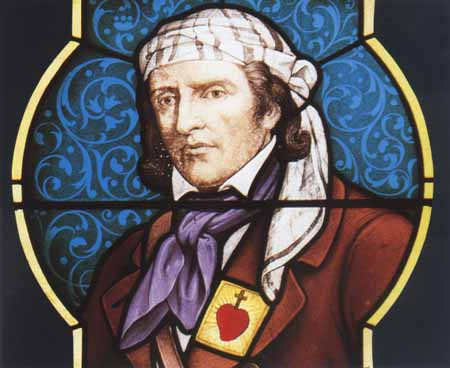
Portretul lui Jean Perdriau — vitraliul bisericii Saint-Pavain din Pin-en-Mauges

Jean Perdriau (n. 1746 — d. 1793) a fost un conducător al răscoalei din Vendée din timpul Revoluției Franceze.
Jean Perdriau s-a născut la 3 decembrie 1746 la Beaulieu-sur-Layon, părinții săi fiind Jacques Perdriau și Renée Marcais. S-a înrolat în armata franceză, fiind caporal într-un regiment de linie al armatelor regale. După terminarea serviciului militar, s-a căsătorit cu Anne Marie Mousseau la 11 ianuarie 1782, instalându-se în localitatea La Poitevinière unde era constructor de trăsuri. Jean Perdriau este una din primele personalități ale răscoalei din Vendée, alături de Jacques Cathelineau. La 13 martie 1793, el a luat comanda unui grup de răsculați, plecat din La Poitevinière pentru a lua parte la bătălia de la Jallais. A fost ucis la începutul războiului din Vendée, în timpul încăierării de la biserica Saint-Pierre din Chemillé, la 11 aprilie 1793.
Portretul său se află într-un vitraliu executat de Jean Clamens în biserica Saint-Pavain din Le Pin-en-Mauges.   